# IEC 60906-2

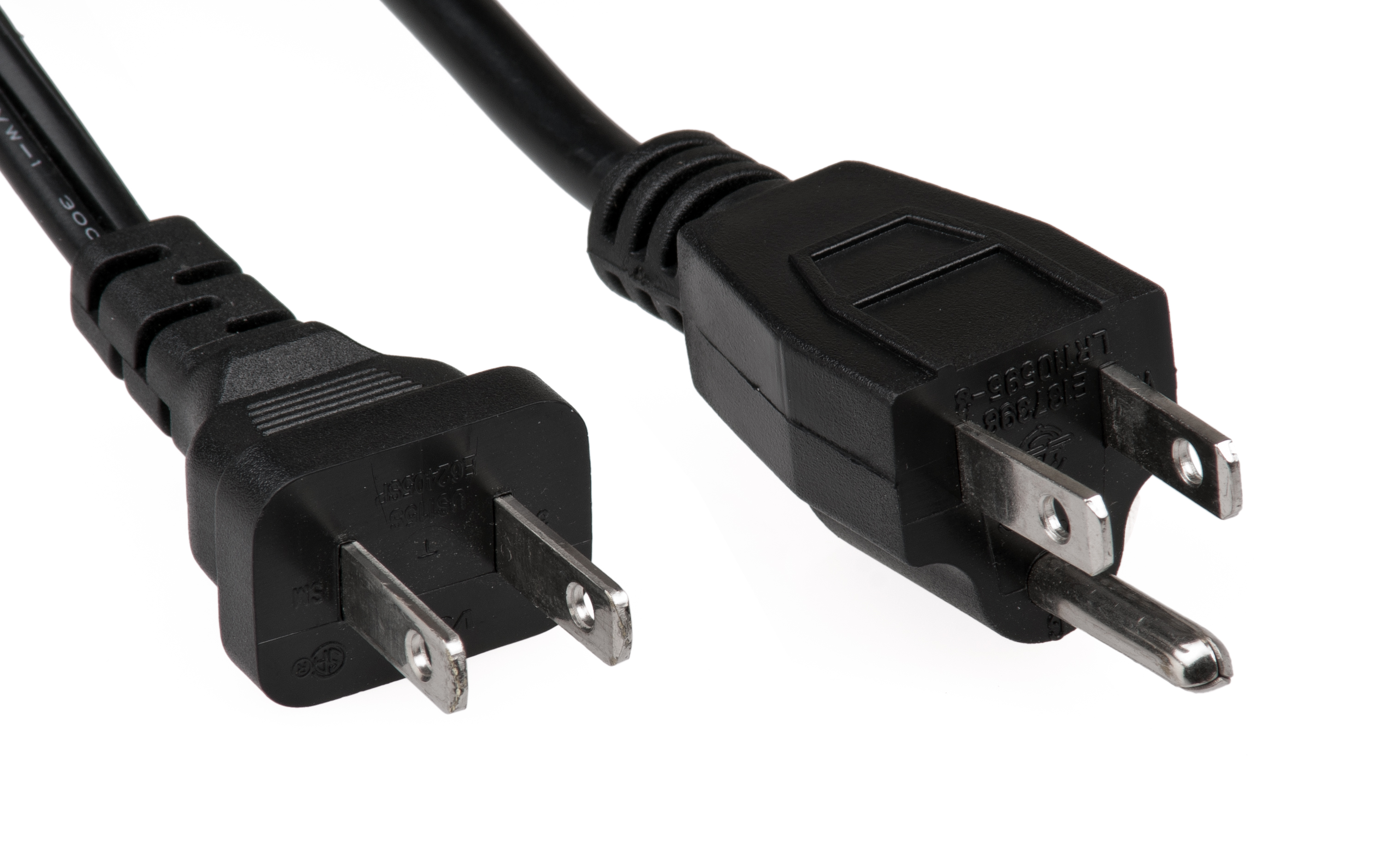
Endolls NEMA

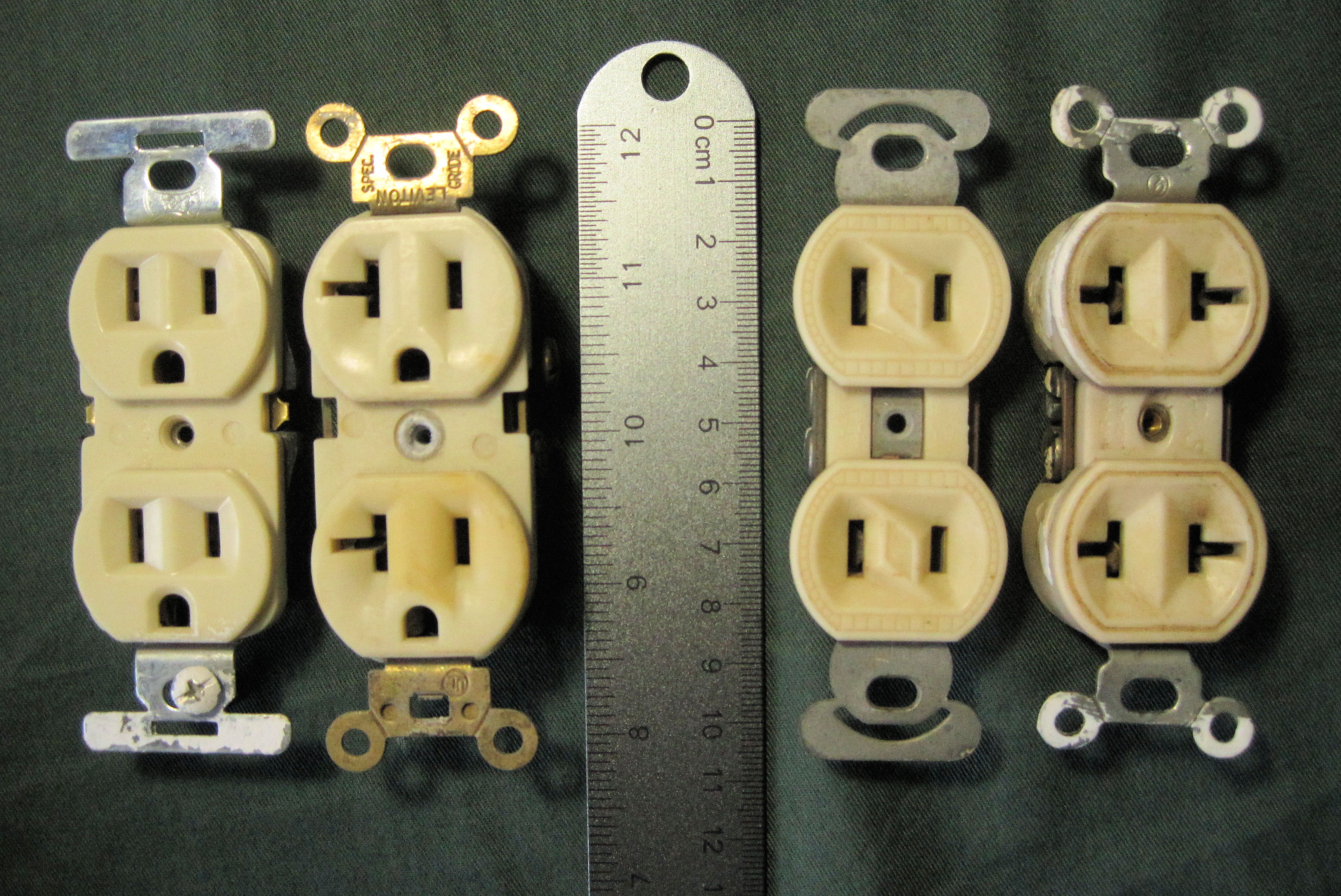
Bases NEMA.

Els connectors NEMA són connectors de corrent altern utilitzats a Amèrica del Nord i altres països que usen els estàndards creats per l'agència nord-americana National Electrical Manufacturers Association.
Els endolls NEMA són per a tensions elèctriques de 125 V fins a 600 V i corrents admissibles de 15 A a 50 Un dissenyat. Hi ha diferents tipus de connectors per a diferents aplicacions, que es diferencien pel nombre, la forma i la disposició dels contactes i per la forma mecànica de la carcassa del connector. La seva estructura s'especifica a l' estàndard ANSI/NEMA WD-6.
En general aquests connectors són utilitzats a: Estats Units, Mèxic i el Canadà.
Amb algunes excepcions, els endolls NEMA no s'utilitzen a Europa.

## National Electrical Manufacturers Association
Amb el nom de l'Associació Nacional de Fabricants Elèctrics, els endolls NEMA són una sèrie de diferents tipus d'endolls que s'utilitzen principalment a Amèrica, especialment als EUA, Canadà i Mèxic, i a parts d'Àsia (Xina, Japó, Tailàndia, Filipines i en part). Vietnam). El nombre de contactes i l'assignació estan dissenyats principalment per a la xarxa monofàsica de tres fils que és habitual en aquests països.

## Tipus

Visió general dels diferents tipus de connectors NEMA amb l'assignació de pins dels endolls associats i un exemple de l'àrea d'aplicació

Els diferents tipus es distingeixen per un número després de la designació. Els endolls individuals de l'estàndard estan disponibles en una versió amb un bloqueig giratori allotjat a l'endoll (anglès: 'lock') indicat amb la lletra L. El bloqueig s'utilitza per evitar que l'endoll llisqui accidentalment de l'endoll estirant-lo. Els endolls individuals es subdivideixen en variants per a diferents nivells de corrent admissible.
A part de la variant bipolar més senzilla sense connexió a terra, NEMA-1, també coneguda com a Tipus A, hi ha diferents variants de tensió CA monofàsica com NEMA-5, també coneguda com a Tipus B. NEMA-5 són la majoria dels endolls d'alimentació que s'utilitzen als EUA, la tensió de treball és de 120 V amb una freqüència de línia de 60 Hz. Els endolls de la sèrie NEMA-6 estan pensats per a consumidors més grans, com ara forns elèctrics o assecadors. A la xarxa monofàsica de tres fils, la doble tensió de 240 està disponible per a aquests consumidors V disponible. El corrent altern trifàsic (corrent trifàsic) com a Europa també està disponible a Amèrica del Nord per als clients d'electricitat més grans, però és inusual, especialment per a les connexions dels clients finals. Tanmateix, hi ha alguns endolls NEMA especials, com ara NEMA-L15, que estan pensats per utilitzar-los amb alimentació de CA trifàsica.